# Rutiderma kalkei
Rutiderma kalkei är en kräftdjursart som beskrevs av Louis S. Kornicker 1983. Rutiderma kalkei ingår i släktet Rutiderma och familjen Rutidermatidae. Inga underarter finns listade i Catalogue of Life.